# Flygförar- och flygspanarmärket
Flygförar- och flygspanarmärket (tyska Gemeinsames Flugzeugführer und Beobachter-Abzeichen) var en tysk militär utmärkelse och instiftades av Luftwaffes chef Hermann Göring den 19 januari 1935. Märket utdelades till personer som var både flygförare och flygspanare. Den senare beteckningen avser personer som i huvudsak ägnade sig åt rekognosering.

## Mottagare i urval
- Hermann Göring
- Walther Wever
- Erhard Milch
- Hugo Sperrle
- Werner Mölders
- Helmut Wick
- Werner Baumbach
- Adolf Galland
- Wolfram von Richthofen
- Kurt Student
- Friedrich Christiansen
- Günther Korten
- Josef Kammhuber
- Alexander Löhr
- Hans-Ulrich Rudel
- Bernd von Brauchitsch
- Erich Hartmann
- Martin Harlinghausen
- Hans-Joachim Marseille
- Dietrich Peltz
- Robert von Greim
- Albert Kesselring
- Otto Dessloch
- Karl Angerstein
- Walter Oesau
- Hanna Reitsch
- Hajo Herrmann

### Webbkällor
- Calero, Jacques. ”Pilot-Observer Badge” (på engelska). Wehrmacht-Awards.com. Arkiverad från originalet den 1 oktober 2013. https://www.webcitation.org/6K3McO0wj?url=http://www.wehrmacht-awards.com/war_badges/luftwaffe/pilot_observer_badge1.htm. Läst 1 oktober 2013.